# Paul Fouracre
Paul J. Fouracre est un historien britannique, professeur d'histoire médiévale à l'université de Manchester.
Diplômé des universités d'Oxford (1975), de Londres (1981) et du Westminster College (1982), il travaille au Goldsmiths College de Londres de 1982 à 2002, puis à l'université de Manchester de 2003 à 2013.
Fouracre est l'auteur de plusieurs ouvrages sur le Haut Moyen Âge, la Gaule franque et le droit et les coutumes dans les sociétés médiévales.
Il est membre de la Chetham Society (en).

## Publications sélectives
- Wendy Davies et Paul Fouracre, Property and power in the early Middle Ages, Cambridge university press, 1995 (ISBN 978-0-521-43419-5).
- Paul Fouracre et Richard A. Gerberding, Late Merovingian France : History and hagiography, 640 - 720, Manchester University Press, coll. « Manchester medieval sources series », 1996 (ISBN 978-0-7190-4791-6).
- Paul Fouracre, The age of Charles Martel, Longman, coll. « The medieval world », 2000 (ISBN 978-0-582-06476-8).
- Paul Fouracre et David Ganz, Frankland : The Franks and the world of the early Middle Ages (essays in honour of Dame Jinty Nelson), Manchester university press, 2008 (ISBN 978-0-7190-7669-5).
- Wendy Davies et Paul Fouracre, The languages of gift in the early Middle Ages, Cambridge University press, 2010 (ISBN 978-0-521-51517-7).
- Paul Fouracre, Frankish history : Studies in the construction of power, Ashgate Publishing Limited, coll. « Variorum collected studies series », 2013 (ISBN 978-1-4094-5159-4).
- (en) Paul Fouracre, The new Cambridge medieval history, vol. I : c.500-c.700, Cambridge University Press, 2015 (ISBN 978-1-107-44906-0).
- (en) Paul Fouracre, Eternal light and earthly concerns : Belief and the shaping of medieval society, Manchester University Press, coll. « Artes liberales », 2023 (1re éd. 2005) (ISBN 978-1-5261-6720-0).